# Teodoro León
Teodoro León Muñoz (ur. 27 listopada 1964 w Puertollano) – hiszpański duchowny katolicki, biskup pomocniczy Sewilli od 2023.

## Życiorys

### Prezbiterat
Święcenia kapłańskie otrzymał 22 grudnia 1991 i został inkardynowany do archidiecezji sewilskiej.

### Episkopat
1 kwietnia 2023 papież Franciszek mianował go biskupem pomocniczym archidiecezji Sewilli, ze stolicą tytularną Mentesa. Sakry udzielił mu 27 maja 2023 arcybiskup José Ángel Saiz Meneses.